# 稲田元長
稲田 元長（いなだ げんちょう、明治16年（1883年）10月11日 – 没年不明）は、日本の実業家。元稲田本店代表社員。

## 経歴
早大卒。明治43年（1910年）九州水力電気（株）入社、大正3年（1914年）家業酒、醤油醸造販売に従事、大正4年（1915年）（名）稲田本店と改称、現職に就任。
昭和28年（1953年）米子酒類販売（株）取締役、米子酒造組合副理事長兼任、山陰水産（株）取締役、米子商工会議所副会頭、松江銀行米子支店長、米子酒造組合理事、米子酒販組合理事を歴任。

## 人物像
趣味は書画、骨董。住所は鳥取県米子市久米町。